# ری شرومرد
ری شرومرد (انگلیسی: Rae Sremmurd) یک گروه دونفره (قبلاً سه نفره) هیپ-هاپ است که اعضای آن خلیف "اس‌دبلیواِی‌ای لی" براون (زاده ۷ ژوئن، ۱۹۹۵) و آکوییل "اسلیم جی‌اکس‌ام‌ام‌آی" براون (زاده ۲۹ دسامبر، ۱۹۹۳) از توپلوو، میسیسیپی هستند. این دو بیشتر به خاطر تک‌آهنگ‌های پلاتین گرفته‌شان مانند "بدون منطقه‌ی فلکس" و "بدون نوع" که به ترتیب رتبه‌ی ۳۶ و ۱۶ را در ۱۰۰ آهنگ داغ بیلبورد ایالات متحده کسب کردند شناخته شده هستند.